# Egnasia binorbiculata
Egnasia binorbiculata är en fjärilsart som beskrevs av Moore 1885. Egnasia binorbiculata ingår i släktet Egnasia och familjen nattflyn. Inga underarter finns listade i Catalogue of Life.